# Everton Football Club (futebol feminino)
O Everton F.C. Ladies é a secção de futebol feminino do Everton F.C., clube sediado na cidade de Liverpool, Inglaterra.
Os seus jogos em casa são disputados no estádio Goodison Park, com capacidade para 39 572 pessoas.
O clube foi fundado a 1878 e a secção feminina a 1983.

## Títulos
O futebol feminino do Everton F.C. conquistou vários títulos durante a sua história desportiva:
- FA Women's Premier League National Division –  1997/1998
- FA Women's National League Cup –  2007/2008
- FA Women's Cup –  2007/2008